# Dorfkirche (Bettingerode)
Die evangelisch-lutherische Dorfkirche in Bettingerode, einem Ortsteil von Bad Harzburg, steht an der Hauptstraße. In einem Schild am Portal heißt es, dass sie um 1200 errichtet wurde und „das älteste Gebäude im Amte Bad Harzburg“ ist.

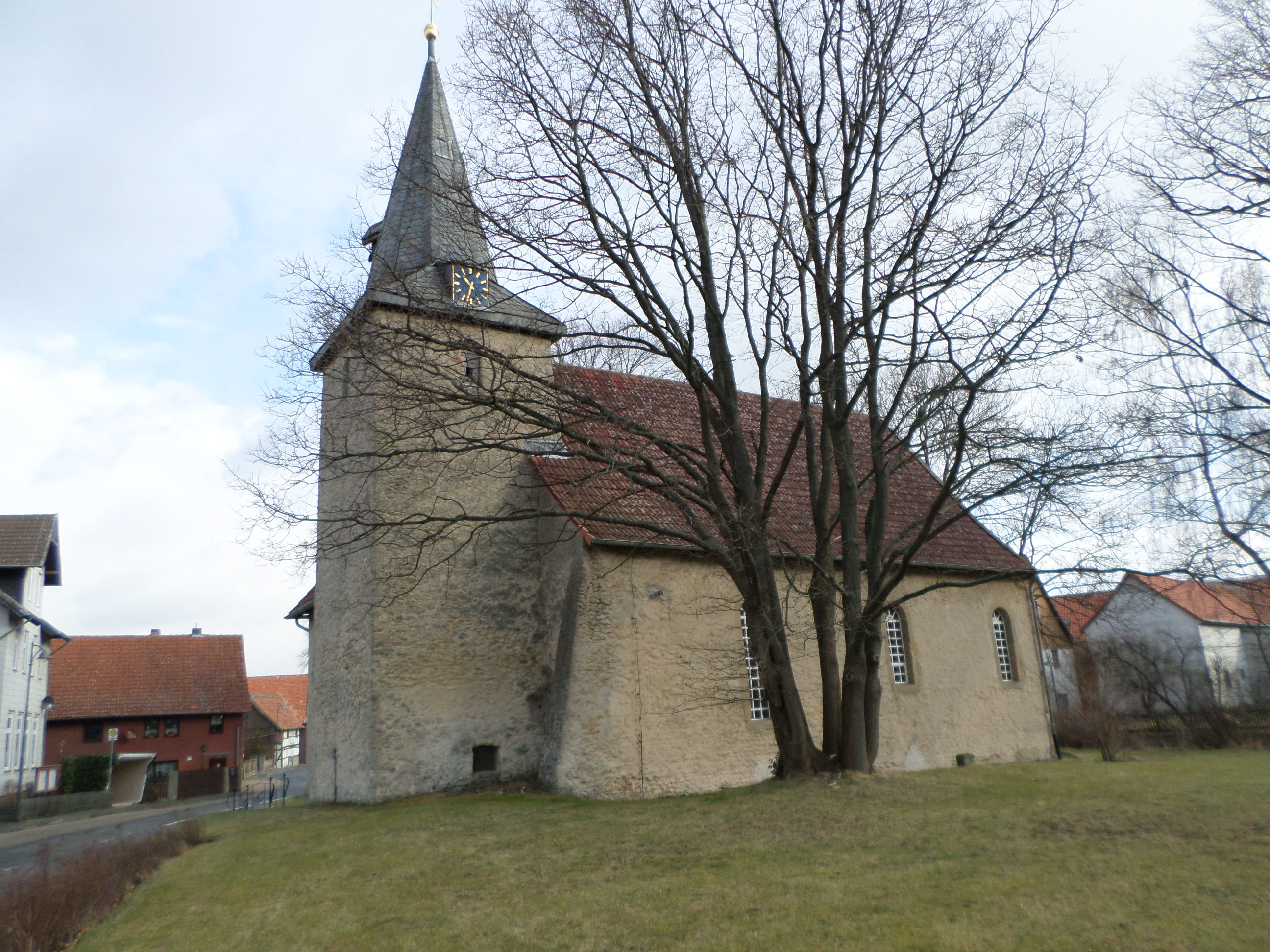
Bettingeröder Dorfkirche, ältestes Gebäude in Bad Harzburg

## Zugehörigkeit
Die Kirchengemeinde Bettingerode gehört seit dem 1. Januar 2017 mit den benachbarten Kirchengemeinden in Westerode, Lochtum, Immenrode, Weddingen, Lengde und Wiedelah zum Kirchengemeindeverband zwischen Harz und Harly mit Sitz in Vienenburg in der Propstei Bad Harzburg der Evangelisch-lutherischen Landeskirche in Braunschweig.

## Geschichte
Die Bettingeroder Kirche blieb im Dreißigjährigen Krieg verschont. Sie wurde 1666–1669 um den Chor erweitert und bekam einen Turm. Das Dach wurde erneuert. 1706 wurde sie innen neu gestrichen. In den Jahren 1964 und 1965 wurde der Innenraum komplett renoviert, dabei ging die alte Ausmalung verloren. Die hölzerne Altarwand wurde entfernt und das Kirchengestühl ausgewechselt. Dadurch wirkt die Kirche zwar modern, sie entspricht aber nicht dem heutigen Zeitgeschmack.

## Baubeschreibung
Die romanische Feldsteinkirche ist eine Saalkirche, die mit einem Satteldach bedeckt ist. Über dem östlichen Dreiachtelschluss fallen die drei Teile des Zeltdaches vom First bis zur Traufe ab. Im Innern ist die Apsis halbrund. Dem Kirchenschiff ist im Westen ein Kirchturm vorgestellt, dessen Pyramidendach ein spitzer, oktogonaler Helm aufgesetzt ist. Im Bereich des Pyramidendaches befindet sich die Turmuhr, außen am Kirchturm, vor dem Helm, hängt eine kleine Glocke, die auf das 12. Jahrhundert datiert wird. 1659 bekam die Kirche eine neue Glocke.